# NGC 4144
NGC 4144 é uma galáxia espiral barrada (SBc) localizada na direcção da constelação de Ursa Major. Possui uma declinação de +46° 27' 26" e uma ascensão recta de 12 horas, 09 minutos e 59,3 segundos.
A galáxia NGC 4144 foi descoberta em 10 de Abril de 1788 por William Herschel.